# Jacques Potgieter
Ulrich Jacques Potgieter (Port Elizabeth, 24 aprile 1986) è un rugbista a 15 sudafricano, terza linea ala e, talora, seconda linea, attualmente svincolato.

## Biografia
Nato e cresciuto rugbisticamente a Port Elizabeth, nella provincia sudafricana del Capo Orientale, fu al Natal Sharks di Durban per un biennio, senza mai esordire in Currie Cup; tornato quindi nella sua città d'origine all'Eastern Province, fu ingaggiato nel 2011 dai Blue Bulls, con i quali debuttò in Currie, e con la cui relativa franchise, i Bulls, nella stagione successiva esordì nel Super Rugby 2012.
Dopo due stagioni nella franchise di Pretoria, tuttavia, non si vide rinnovato il contratto, nonostante nel frattempo avesse esordito negli Springbok e avesse già disputato tre incontri internazionali, per cui prese accordi di massima con gli inglesi dei Saracens; quando tuttavia gli fu prospettata la possibilità di giocare ancora in Super Rugby, decise di firmare un contratto per gli Waratahs di Sydney, che lo lasciarono libero, nel periodo in cui la squadra non è impegnata nel torneo, di militare anche nel campionato giapponese nelle file dei Fukuoka Sanix Blues.
Alla sua prima stagione in Australia si aggiudicò il Super Rugby 2014, il primo anche per gli Waratahs.
Dopo due stagioni nella franchise di Sydney e il citato intermezzo in Giappone, a maggio 2015 firmò un accordo per il rientro in Sudafrica presso gli Sharks a partire dal 2016.

## Palmarès
- Super Rugby: 1
Waratahs: 2014